# Hugo Hofstetter
Hugo Hofstetter (ur. 13 lutego 1994 w Altkirch) – francuski kolarz szosowy.

## Osiągnięcia
Opracowano na podstawie:

2015
- 3. miejsce w Paryż-Roubaix U23
- 1. miejsce w mistrzostwach Francji U23 (start wspólny)

2017
- 3. miejsce w Classic Loire Atlantique

2018
- 3. miejsce w Nokere Koerse
- 2. miejsce w Grand Prix de Denain
- 2. miejsce w Cholet-Pays de la Loire
- 3. miejsce w La Roue Tourangelle
- 1. miejsce na 1. etapie Tour de l’Ain
- 3. miejsce w Elfstedenronde

2019
- 3. miejsce w Trofeo Palma
- 2. miejsce w Grote Prijs Jef Scherens

2020
- 1. miejsce w Le Samyn

2022
- 3. miejsce w Kuurne-Bruksela-Kuurne
- 2. miejsce w Le Samyn
- 3. miejsce w Grote Prijs Jean-Pierre Monseré
- 3. miejsce w Ronde van Drenthe
- 2. miejsce w Bredene Koksijde Classic
- 1. miejsce w Tro Bro Leon

2023
- 2. miejsce w Le Samyn

## Rankingi
| Rok             | 2014 | 2015 | 2016 | 2017 | 2018 | 2019 | 2020 | 2021 | 2022 | 2023 | 2024 |
| --------------- | ---- | ---- | ---- | ---- | ---- | ---- | ---- | ---- | ---- | ---- | ---- |
| World Ranking   |      |      | 646. | 416. | 57.  | 97.  | 154. | 83.  | 37.  | 220. | 223. |
| UCI Europe Tour | 791. | 631. | 411. | 226. | 1.   | 79.  | 127. | 69.  | 31.  | -    | -    |
| UCI Asia Tour   | -    | -    | 464. | -    | -    |      |      |      |      |      |      |
|                 |      |      |      |      |      |      |      |      |      |      |      |
| Źródło: UCI     |      |      |      |      |      |      |      |      |      |      |      |